# Hildebert Ier
 (septembre 2022).

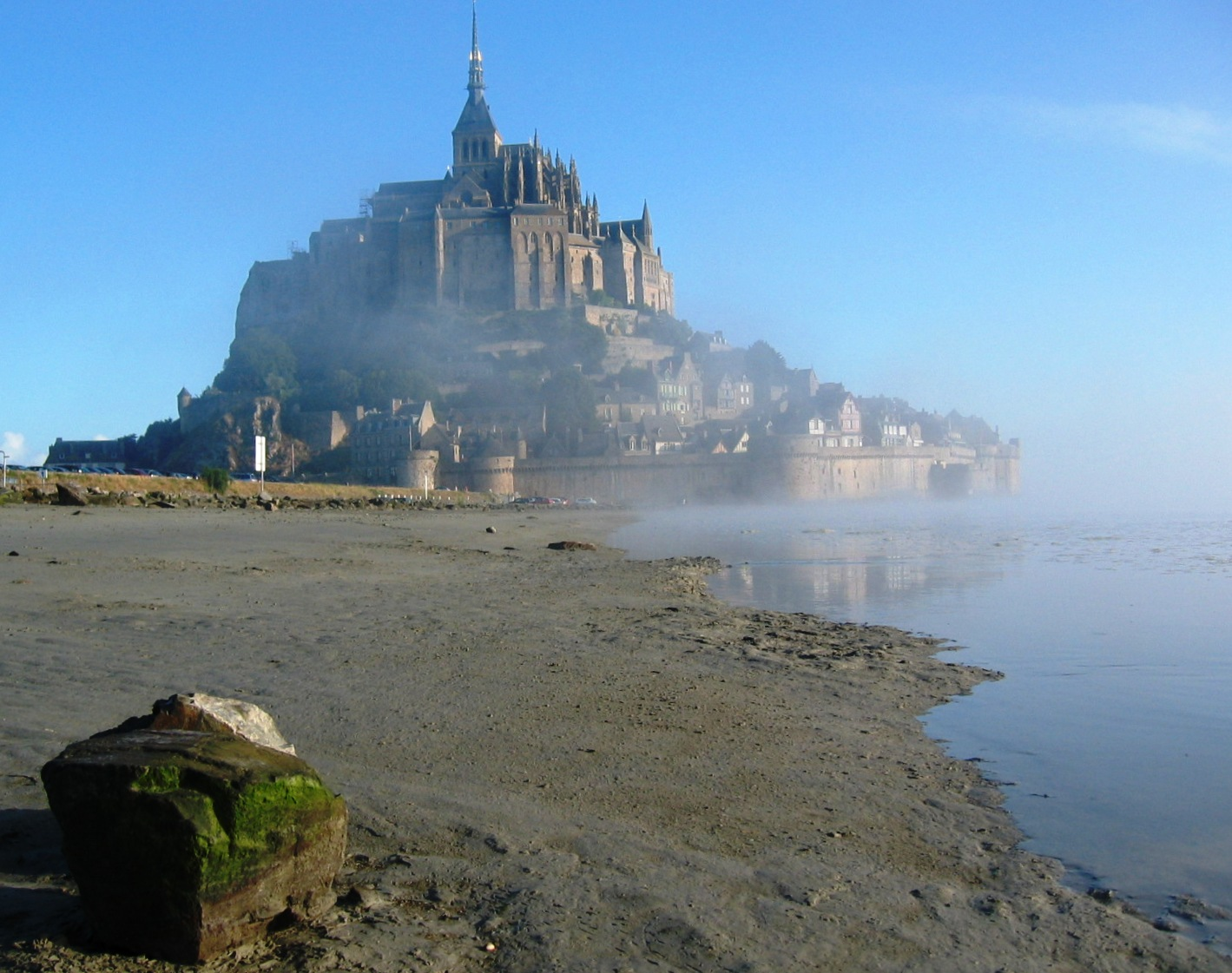
Le mont Saint-Michel.

Hildebert Ier, né au Xe siècle et mort le 7 janvier 1017 est un bénédictin normand, troisième abbé du Mont Saint-Michel de 1009 à 1017. 
Hildebert était encore jeune lorsqu’il fut élu en remplacement de son prédécesseur Maynard II, mais son administration n’a laissé d’autre trace dans les annales que le récit du recouvrement miraculeux du corps de saint Aubert, l’évêque d’Avranches fondateur du mont Saint-Michel.
Aux invasions normandes et à la conquête de la Normandie avait succédé une période de calme qui redynamisa la foi populaire. Des récits de miracles de découvertes, accompagnées de prodiges, rendant aux châsses vides les reliques détruites par les Normands ou cachées pour les soustraire à leurs profanations sacrilèges, apparaissaient chaque jour plus nombreux. Pour le mont Saint-Michel, ce devait être la redécouverte du fondateur.
Hildebert s’était chargé, comme ses prédécesseurs, du soin de sonner les offices et, comme eux, pour accomplir plus commodément et plus ponctuellement les obligations de cette charge, il avait pris pour demeure la cellule du chanoine Bernier : c’était la seule des constructions anciennes épargnée par le ravage des flammes. L’année même où Hildebert avait pris les rênes du mont Saint-Michel, sa cellule aurait retenti pendant trois nuits consécutives d’un si terrible fracas, que cette habitation et la montagne elle-même semblaient en être ébranlées jusque dans leurs fondements.
Une rumeur avait déjà circulé parmi la génération précédente selon laquelle le corps de saint Aubert avait été enlevé et caché par Bernier, un des anciens chanoines de l’abbatiale Saint-Michel, du temps d’avant les bénédictins. Ceux-ci, qui avaient reçu parmi eux Foucault, le neveu de Bernier, dont la fidélité avait captivé l’affection de ses frères, l’interrogèrent donc sur cet objet et iI répondit qu’il avait en effet la certitude que ces ossements précieux avalent été enlevés et cachés par son oncle Bernier. Il se rappelait très bien qu’une nuit, étant encore enfant, il les avait transportés sur ses épaules dans cette cellule même, mais qu’il ignorait absolument où le chanoine les avait déposés après.
Hildebert ordonna des fouilles dans ce lieu. À peine eut-on commencé à travailler, que la châsse où reposaient les dépouilles du saint se serait exhumée d’elle-même pour ouvrir son couvercle et offrir aux regards des assistants la dépouille mortelle de saint Aubert. Portées par deux moines sur leurs épaules, les reliques auraient été transférées dans l’oratoire, aux chants des moines, lorsque l’un de ceux-ci, ayant conçu quelque doute sur la réalité de ces cendres au moment d’en franchir le seuil, la châsse se serait changée pour lui en un tel fardeau qu’il en fléchit sous son poids, avant de reprendre sa légèreté initiale, lorsque celui-ci se repentit de son doute et put la transporter jusque sur l’autel.
Tell est, du moins, la légende. Quant à Hildebert, pour jeune qu’il ait été lors de son élection au poste d’abbé, il mourut huit ans après en avoir revêtu l’habit et reçut les honneurs funèbres auprès de ses prédécesseurs.